# Drake af Intorp
Drake af Intorp eller Jöns Bengtssons ätt är det kortlivade namnet på en utslocknad svensk adelsätt med anknytning till gården Intorp i Kinds härad i södra Västergötland. 
Ättens äldste kände stamfar, Jöns Bengtsson, levde på 1300-talet och är också stamfar för den grevliga ätten Stenbock. Han hade efter tidens sed inte något släktnamn utan identifierades med sin vapensköld som bar en sparre Hans son Arvid Jönsson (ungefär 1376–1438) lade senast 1421 till en sexuddig stjärna till vapnet som därefter beskrivs som sparre över stjärna. Stjärnan kommer från ätten Prika, i vilken Arvid var ingift. Jöns Bengtsson var gift före  1416 med Ingeborg Petersdotter (Prika).
Jöns Bengtssons ätt har stundom kallats Torpaätten efter stamgodset  Torpa i Länghems socken i nuvarande Tranemo kommun. Den beskrivs här närmare under detta namn. I Riddarhusgenealogin, som återges av Anrep, är den förd som en gren av den adliga ätten Store. Elgenstierna anför att detta är fel.
Arvid Knutsson (sparre över stjärna), född 1440-talet, död försommaren 1497, var ett svenskt riksråd, lagman och häradshövding. Innehade Torpa, Intorp och Lina i Väckelsångs socken samt Tofta (Toftaholm) i Dörarps socken.
Han var lagman i Tiohärads lagsaga från 1475 intill sin död 1497. Han var riksråd 1483, troligen från 1477. Han var häradshövding i Kinds härad från 1483 och hövitsman på Öresten från början av 1490-talet.
Den förste i Torpaätten som kallade sig Drake var ryttmästaren Olof Nilsson Drake (död 1593), som tog namnet efter sin mor. Han behöll dock "sparre över stjärna" som sitt vapen. Olof Nilsson innehade Intorps säteri i Gällstads socken i nuvarande Ulricehamns kommun. 
Sonen Axel Drake var assessor vid Svea hovrätt och ståthållare vid Skaraborgs slott och län. Han introducerades på Riddarhuset 1625 under nummer 82 med namnet Drake af Intorp. Han avled 1632 och efterlämnade flera döttrar men endast en son, Johan Drake af Intorp, som dog ogift 1635. Ätten var därmed utslocknad på svärdssidan och kunde inte föras vidare.